# Fang Fang
Fang Fang (kinesiska: 方方), född 11 maj 1955 i Nanjing, Jiangsu, är en kinesisk författare.
Hon kom till Wuhanuniversitetet 1978 för att studera kinesiska. 1975 började hon skriva poesi och utgav 1982 sin första roman, Da Peng Che Shang (大篷车上). 1987 utkom hennes främsta verk, Feng Jing (风景), som hon belönades med ett nationellt litteraturpris för.
År 2010 tilldelades hon Lu Xun-priset.